# ...è tempo di raccolto!
...è tempo di raccolto! è un album della cantante Naïf Hérin, pubblicato nel 2009 dalla casa discografica TdE ProductionZ.
"Io sono il mare" è stata una delle otto canzoni che hanno vinto l'edizione 2009 del festival Musicultura.

## Tracce
1. Ouverture
2. Io sono il mare
3. Oui maman
4. No
5. I tuoi sogni
6. La ballata del povero Giuda desolato
7. Faites du bruit
8. Ore
9. As-tronauti
10. Attraversando l'Italia
11. Piove col sole
12. Mi piace
13. Immensamente